# رود شچوگور
رود شچوگور (انگلیسی: Shchugor) یک رودخانه در جمهوری کومی کشور روسیه است.